# マスロフ指数
マスロフ指数（マスロフしすう）とは、半古典論において現れる位相因子の一つ。ハミルトンの運動方程式の停留解の位相因子において、正負の対角要素の数のずれを示すものである。すなわち、正負の固有値の数の和を2で割ったものである。